# Prinzapolca
El Prinzapolca o Prinzapolka es un río de la zona noreste de Nicaragua. Posee sus nacientes en las laderas nororientales de la cordillera Isabelia. Posee una extensión de 250 km. 
Atraviesa la zona central en dirección este, cruza la llanura costera de los Mosquitos una zona anegable y de manglares, y desemboca en el mar Caribe.

## Fauna
La zona del río Prinzapolca posee una muy rica fauna aviar.
La zona está caracterizada por una gran diversidad de aves de bosque y aves acuáticas representadas con muchas especies. Un estudio realizado en la zona identificó la presencia de 299 especies de aves. De las mismas 48 pertenecen a
especies migratorias, que tienen su área de reproducción en Norteamérica.